# Edith Birkin
Pour les articles homonymes, voir Birkin (homonymie) et Hofmann.
Edith Birkin (née Hofmann) est une artiste et écrivaine juive née le 13 novembre 1927 à Prague (Tchéquie) et décédée le 20 septembre 2018 à Hereford (Royaume-Uni) ,. Elle est une survivante de l'Holocauste.

## Jeunesse et années de guerre
Edith Birkin, née Hofmann, est née à Prague en 1927. En 1941, âgée de 14 ans, elle est envoyée avec sa famille dans le ghetto de Łódź en Pologne. Ses parents meurent l'année de leur arrivée au ghetto. Lorsque le ghetto de Łódź est liquidé en 1944, elle est envoyée au camp d'Auschwitz-Birkenau. Elle y est sélectionnée pour le travail forcé et envoyée dans une usine souterraine de munitions au sein d'un autre camp nazi en Allemagne de l'Est .

Edith Birkin est libéré du camp de concentration de Bergen-Belsen en 1945 après avoir survécu à une marche de la mort vers le camp de concentration de Flossenbürg. Elle retourne à Prague à la fin de la guerre et découvre qu'aucun membre de sa famille n'a survécu.
C’était vraiment, je pense, la pire période de la guerre. Même si nous étions libres et libérés, c'était la pire période parce que nous avons réalisé, ou j'ai réalisé que personne ne reviendrait, et que la vie ne serait plus jamais la même, et que ce que j'espérais après la guerre n'allait jamais arriver. L'espoir avait disparu.
Edith Birkin écrit ses expériences peu après la libération. Elles sont publiées en 2001 sous la forme d'un roman intitulé Unshed Tears et publié sous son nom de jeune fille, Edith Hofmann.

## Carrière artistique
En 1946, Edith Birkin s'installe en Angleterre, où elle devient enseignante et adopte trois enfants. Dans les années 1970, elle étudie l’histoire de l’art moderne avant de suivre un cours de beaux-arts. Elle peint une série de peintures  en réponse à son histoire personnelle et a également écrit un livre de poèmes intitulé The Last Goodbye, également publié sous son nom de naissance. Elle décrit son travail comme exprimant le « sentiment de solitude ou d'isolement ressenti par tant de personnes ».
Edith Birkin est décédée le 20 septembre 2018, à l'âge de 90 ans.

## Collections
- Musée impérial de la guerre
- Fiducie des musées de Birmingham
- Galerie Ben Uri

## Des expositions
- 1987 Exposition Anne Frank à Manchester[8].